# جايسون ماير
جايسون ماير (بالألمانية: Jayson Meyer)‏ هو لاعب هوكي الجليد ألماني، ولد في 21 فبراير 1965 في ريجاينا في كندا.

## وصلات خارجية
- جايسون ماير على موقع دوري الهوكي الوطني (الإنجليزية)
- جايسون ماير على موقع EliteProspects.com (الإنجليزية)
- جايسون ماير على موقع Eurohockey.com (الإنجليزية)
- جايسون ماير على موقع HockeyDB.com (الإنجليزية)
- جايسون ماير على موقع أوليمبيديا (الإنجليزية)